# Oselstraße 36

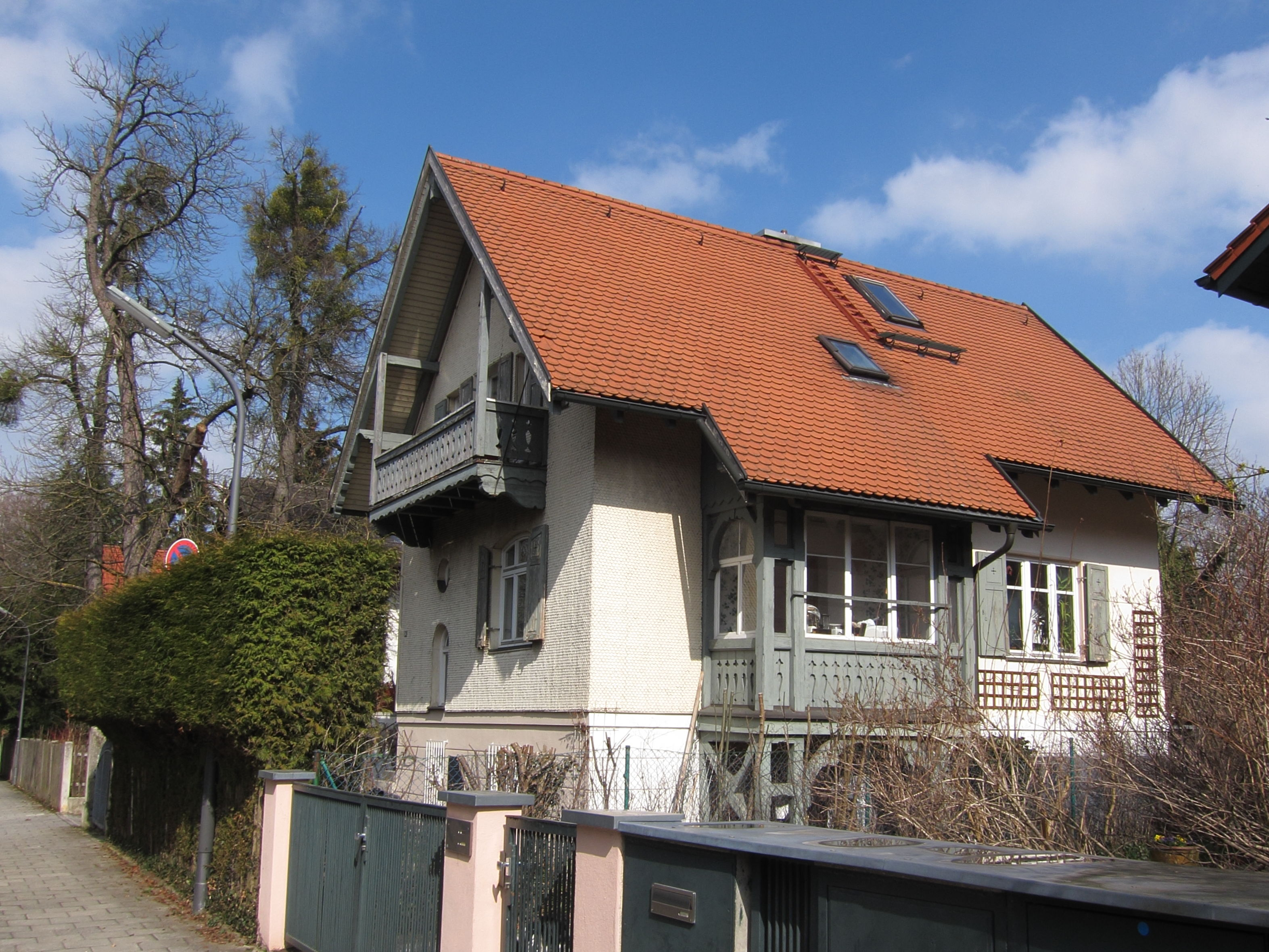
Villa Oselstraße 36 im Stadtteil Obermenzing von München

Das Gebäude Oselstraße 36 im Stadtteil Obermenzing der bayerischen Landeshauptstadt München wurde 1893 errichtet. Die Villa in der Oselstraße, die zur Frühbebauung der Villenkolonie Pasing I gehört, ist ein geschütztes Baudenkmal.
Der eingeschossige Satteldachbau auf Sockel, mit Holzbalkon und hölzernem Eingangsbau wurde vom Büro August Exter im Heimatstil errichtet. Ursprünglich als Einfamilienhaus konzipiert, wurde das Haus 1988 in zwei Wohnungen aufgeteilt.